# Александрийский сельсовет (Могилёвская область)
Александри́йский сельсовет (бел. Александрыйскі сельсавет) — административная единица на территории Шкловского района Могилёвской области Белоруссии. Административный центр — деревня Большой Межник. Население сельсовета — 1399 человек (2009).

## История
22 февраля 2002 года в состав сельсовета вошли деревни Новые Стайки и Старые Стайки, входившие в Словенский сельсовет.
В ноябре 2013 года в состав сельсовета были включены территория и населённые пункты упразднённого Старосельского сельсовета.

## Демография
Численность населения — 1 399 человек (на 2009 год).

## Состав
Александрийский сельсовет включает 51 населённый пункт:
- Александрия — агрогородок.
- Богушовка — деревня.
- Большая Лотва — деревня.
- Большое Замошье — деревня.
- Большое Уланово — деревня.
- Большой Межник — деревня.
- Борки-1 — деревня.
- Борки-2 — деревня.
- Вышково — деревня.
- Гвалтовник — деревня.
- Герасимовщина — деревня.
- Говораки — деревня.
- Городок — деревня.
- Дуброво — деревня.
- Дымово — деревня.
- Заборье — деревня.
- Калиновка — деревня.
- Каменка — деревня.
- Клин — деревня.
- Копысица — деревня.
- Корзуны — деревня.
- Лидино — деревня.
- Лутно — деревня.
- Малая Лотва — деревня.
- Малое Замошье — деревня.
- Малое Уланово — деревня.
- Малый Межник — деревня.
- Мацево — деревня.
- Маньково — деревня.
- Низовцы — деревня.
- Новое Бращино — деревня.
- Новые Стайки — деревня.
- Песчанка — деревня.
- Подкняженье — деревня.
- Поповка — деревня.
- Просолы — деревня.
- Слободка — деревня.
- Сисенево — деревня.
- Смольянцы — деревня.
- Станция Копысь — посёлок.
- Старое Бращино — деревня.
- Староселье — агрогородок.
- Старые Стайки — деревня.
- Трилесино — деревня.
- Троица — деревня.
- Тросенка — деревня.
- Тросна — деревня.
- Хатьково — деревня.
- Хилец — деревня.
- Чирчино — деревня.
- Щетинка — деревня.

## Достопримечательность
Около посёлка Малое Уланово расположен оздоровительный лагерь "Космос", на территории которого установлен мемориальный самолёт МиГ-27К.